# Нагірці (Чорнобильський район)
Нагірці — колишнє село в Україні, розташоване в Чорнобильському районі Київської області. До 1978 року село підпорядковувалося Копачівській сільській раді. У 1978 році мешканців села було виселено, а саме село знесено під час будівництва ставка-охолоджувача для ЧАЕС.

## Історія
У 1864 році село Нагірці за 3 версти вище над річкою Прип’ять. Жителів обох статей – 118.
у 1900 році село Нагірці (вл.).  
У ньому дворів — 49, жителів обох статей — 254 осіб, з них чоловіків — 129 та жінок — 125. Основне заняття жителів — хліборобство. Відстань від повітового міста до ферми — 134 версти, від найближчих: залізничної станції — 134 версти, пароплавної, поштово-телеграфної та поштової земської — 14 верст.  
Залізнична станція має назву Київ, пароплавна — Чорнобиль. Поштово-телеграфна та поштово-земська станції розташовані в м. Чорнобиль.  
У селі числиться землі — 987 десятин, з них належить: поміщикам — 225 десятин та селянам — 762 десятини. Село належить Сергію Михайловичу Челіщеву. Господарством у маєтку керує управитель, Іван Собко-Собкевич, за трипільною системою, як і селяни.  
У селі є 1 вітряний млин.  
Пожежний обоз складається з двох бочок і двох багрів.  
Запасний продовольчий капітал станом на 1 січня 1900 року становив 747 рублів. Село підпорядковувалося Чорнобильський волості.
Станом на 1926 рік у селі Нагірці було 68 господарств селянського типу, у селі проживало 170 чоловіків та 169 жінок, разом населення становило 339 осіб, усі українці.
З 1945 по 1950 рік у селі діяв колгосп імені Петровського.
У Нагірцях (населення за бібліотечною статистикою станом на 1970 рік становило 248 осіб) працював філіал Копачівської бібліотеки.
10 квітня 1978 р. рішенням Київського облвиконкому офіційно ліквідовуються відселені вже за кілька років до цього село Нагірці та хутір Підлісний.  Мешканців села Нагірці (82 двори/господарства) переселили до села Копачі.
Село було ліквідовано під час будівництва ставка-охолоджувача для ЧАЕС. Від села залишилося тільки старе кладовище та пам'ятник загиблим у роки ВВВ жителям села.